# 第二洛佐瓦
49°52′13″N 37°33′7″E / 49.87028°N 37.55194°E
第二洛佐瓦（烏克蘭語：Лозова Друга）是位於烏克蘭東部的村莊，由哈爾科夫州庫皮揚斯克區的德沃里奇纳市镇負責管轄。該村始建於1932年，面積0.27平方公里，海拔高度105米，2001年人口37，人口密度每平方公里136人。